# Antonio Ruiz Pizano
Antonio Ruiz Pizano es un futbolista mexicano. Jugó para el Club Deportivo Guadalajara de 1949 a 1950.

## Clubes
| Club        | País   | Año         |
| ----------- | ------ | ----------- |
| Oro         | México | 1945 - 1949 |
| Guadalajara | México | 1949 - 1950 |